# Pavel Sivakov
Pavel Sivakov (San Donà di Piave, Italia, 11 de julio de 1997) es un ciclista francés que corre para el equipo emiratí UAE Team Emirates XRG de categoría UCI WorldTeam.
Su padre Alexei y su madre Aleksandra Koliaseva también fueron ciclistas profesionales.

## Palmarés
2016
- 1 etapa del Giro del Valle de Aosta

2017
- Ronde d'Isard, más 2 etapas
- Giro Ciclistico d'Italia
- Giro del Valle de Aosta, más 1 etapa
- 1 etapa del Tour del Porvenir

2018
- 2.º en el Campeonato de Rusia Contrarreloj

2019
- Tour de los Alpes, más 1 etapa
- Tour de Polonia

2022
- Vuelta a Burgos

2023
- Giro de Toscana

2024
- 1 etapa del Giro de los Abruzzos

2025
- Vuelta a Andalucía

## Resultados en Grandes Vueltas y Campeonatos del Mundo
| Carrera              | Carrera              | 2018 | 2019 | 2020 | 2021 | 2022  | 2023 | 2024 | 2025 |
| -------------------- | -------------------- | ---- | ---- | ---- | ---- | ----- | ---- | ---- | ---- |
|                      | Giro de Italia       | —    | 9.º  | —    | Ab.  | 16.º  | Ab.  | —    | —    |
|                      | Tour de Francia      | —    | —    | 87.º | —    | —     | —    | 32.º | 87.º |
|                      | Vuelta a España      | Ab.  | —    | —    | 35.º | Ab.   | —    | 9.º  | —    |
| Mundial en Ruta      | Mundial en Ruta      | 47.º | Ab.  | —    | —    | 101.º | —    | 35.º | —    |
| Mundial Contrarreloj | Mundial Contrarreloj | 33.º | —    | —    | —    | —     | —    | —    | —    |

—: no participa

Ab.: abandono

## Equipos
- Sky/INEOS (2018-2023)
  - Team Sky (2018-2019)[4]
  - Team INEOS (2019-2020)[5]
  - INEOS Grenadiers (2020-2023)
- UAE Team Emirates (2024-)
  - UAE Team Emirates (2024)
  - UAE Team Emirates XRG (2025-)